# AIL Storm
La AIL Storm (In ebraico: סופה, Sufa) è un fuoristrada prodotto in Israele ed è uno dei mezzi più utilizzati dalle Forze di Difesa Israeliane. Il veicolo è di fatto una Jeep Wrangler lievemente modificata. Viene prodotto dalla Automotive Industries Ltd. nella città di Nazareth Illit su licenza della Chrysler. La Sufa è inoltre disponibile in una serie di versioni diverse a seconda delle esigenze e alcuni modelli sono disponibili sia per l'esportazione che per il mercato civile.
A partire dal 2006 si è valutata la possibilità di sviluppare una versione a quattro porte della Sufa, che attualmente si trova in fase di sviluppo. Attualmente le Sufa prodotte si basano sull'ultima versione della Jeep Wrangler disponibile sul mercato.

## Storm I
L'M-240, anche nota come Storm MultiMission Vehicle, è la prima di una serie di tre generazioni di fuoristrada sviluppate per le Forze di Difesa Israeliane. Si tratta di una variante della Jeep Wrangler YJ prodotta a partire dal 1991 che viene interamente costruita in Israele dalla Automotive Industries Ltd. eccezione fatta per il motore che invece deve essere importato.
Progettata principalmente per soddisfare la richiesta del mercato militare israeliano, è disponibile in una versione a passo corto e una a passo lungo in modo da soddisfare anche le richieste del mercato civile. Come molti dei veicoli del marchio Jeep dispone di due posti a sedere più uno spazio aggiuntivo dove aggiungere ulteriori posti a sedere il quale può essere utilizzato come piano di carico. Il mezzo è disponibile in due tipi di motorizzazione. A scelta è disponibile con un motore da 3 litri a sei cilindri a benzina capace di erogare una potenza di 180 CV o con un motore Diesel da 2.5 litri prodotto dalla Volkswagen capace di erogare 118 CV.
Il mezzo viene proposto sul mercato con un passo di 4,15 metri o in alternativa con un passo di 4,5 metri. La Sufa oltre ad essere stata commercializzata con successo in Israele ha trovato numerosi acquirenti in Africa, Asia e Sud America.

### Versioni per i corpi di polizia e le forze armate
Come la versione Wrangler anche la Sufa è stata concepita per essere aviotrasportata agevolmente. Ciò nonostante vanta ottime prestazioni in fuori strada e si adatta per compiti di pattugliamento in aree impervie. Inoltre il veicolo può essere armato con una mitragliatrice. Una versione particolare di questo mezzo viene impiegata dal MAGAV. Le versioni utilizzate da questo corpo si contraddistinguono da quelle utilizzate dalle altre forze di sicurezza per il tettuccio rialzato che permette all'operatore posteriore di impiegare con maggiore agevolezza la mitragliatrice montata posteriormente. Per il corpo ufficiali e per compiti di tipo logistico esistono infine versioni dotate di aria condizionata che possono esser utilizzate per molteplici compiti di tipo logistico. Molte delle Sufa utilizzate dalle forze di sicurezza dispongono inoltre di una corazza a prova di proiettile o di protezioni contro il lancio di sassi e bombe molotov.

### Versione protetta
Nonostante il mezzo sia stato concepito per operare come veicolo leggero privo di una corazza protettiva, l'impiego di questi veicolo in ambiti di guerriglia urbana ha reso necessario apportare alcune modifiche al veicolo affinché potesse essere impiegato anche in questi scenari.
Quando apparve necessario disporre di un veicolo leggero blindato le versioni esistenti di questo mezzo furono riprogettate per soddisfare i nuovi requisiti. Le modifiche apportate al progetto iniziale furono però tali da non compromettere le capacità off-road del mezzo. Il mezzo in versione protetta dispone di una corazza che lo protegge da colpi diretti del calibro di 7,62 mm e da schegge, offrendo una elevata protezione a costi contenuti. Un'altra peculiarità di questo mezzo è la sua elevata mobilità in aree urbane grazie alle sue dimensioni ridotte. Il passo stretto di questo mezzo permetta alle Sufa di essere impiegate in aree urbane composte da strade e vicoli stretti dove molti dei mezzi oggigiorno impiegati sui campi di battaglia non possono operare.

### Versioni impiegate per usi civili
Le prime versioni Sufa disponibili per utilizzatori civili furono lanciate sul mercato a partire dal 1992. Ciò nonostante molti dei mezzi utilizzati per scopi civili sono mezzi di seconda mano acquistati dalle Forze di Difesa Israeliane, mentre solo una minima parte vengono acquistate da parte privati già da nuove come mezzi civili. Tra i maggiori acquirenti dei mezzi delle forze armate spiccano certamente le compagnie elettriche e quelle della manutenzione degli impianti idrici che riconvertono questi mezzi per scopi civili e gli impiegano come officine mobili.

## Storm II

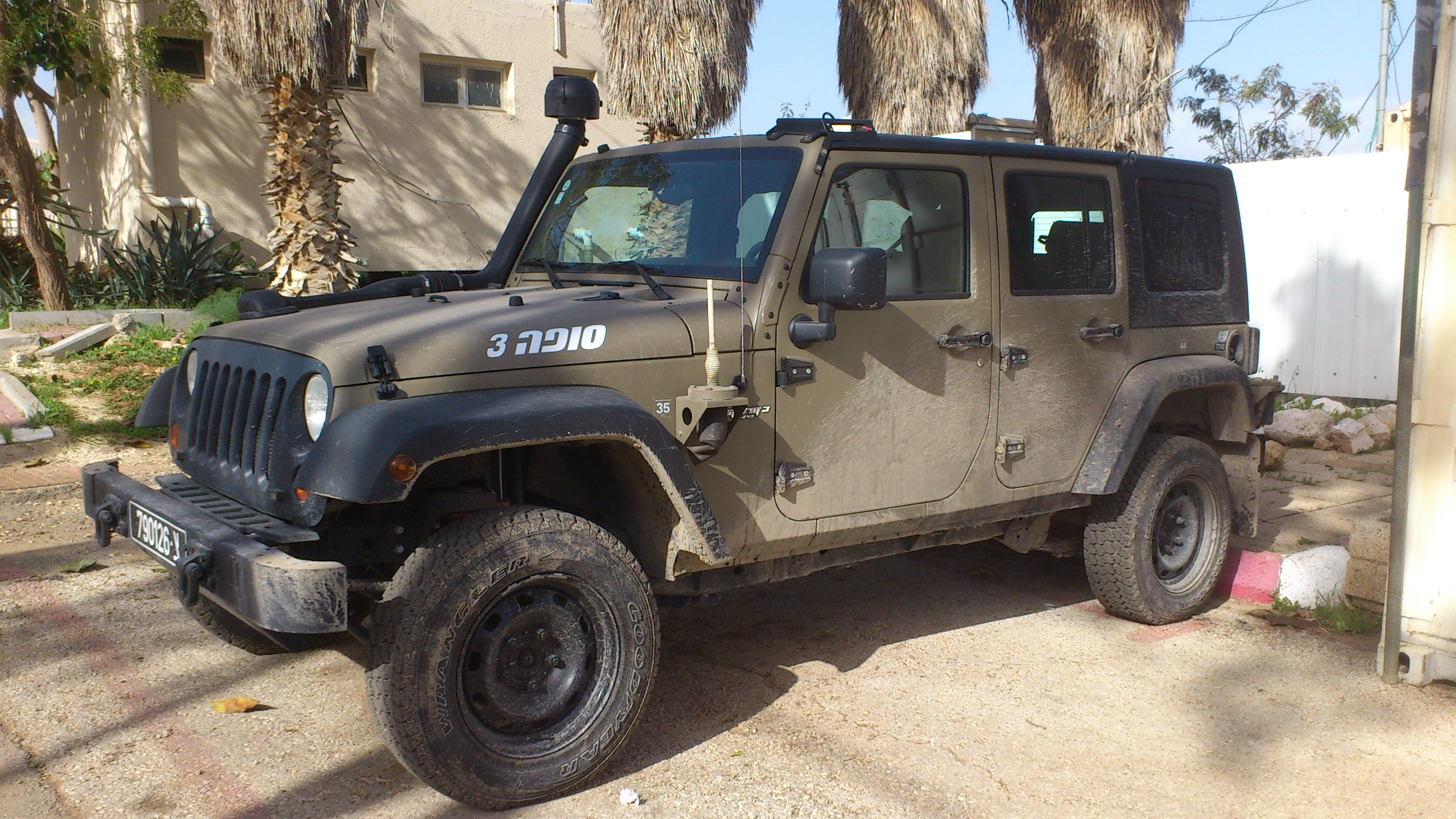
Storm II

A partire dal 2006 fu avviata la produzione di una versione migliorata della Storm I, la M-242 Storm Mark II, anche nota come "Storm Commander". Questa versione presenta alcune modifiche significative rispetto al suo modello precedente, prima tra tutte il fatto di essere la prima Sufa a cinque porte. Ulteriori modifiche prevedono l'aggiunta di una sesta marcia e il passo lievemente allargato per migliorare la stabilità. Come anche la versione Storm I, la Storm II è disponibile in versione corazzata ed è disponibile con un motore Diesel da 2,8 litri common rail prodotto dalla ditta italiana VM Motori. Inoltre, è disponibile un cambio automatico e le versioni militari dispongono di gomme run flat. Una versione civile con la motorizzazione da 2,8 litri non è però ancora disponibile sul mercato civile